# Kościół San Pietro Martire di Murano
Kościół San Pietro Martire di Murano (pl. kościół św. Piotra Męczennika na Murano) – rzymskokatolicki kościół w Wenecji, na wyspie Murano. Administracyjnie należy do Patriarchatu Wenecji. Jest kościołem parafialnym w parafii San Pietro Martire di Murano, wchodzącej w skład dekanatu Cannaregio – Estuario.

## Historia

### XI–XVIII w.
Pierwotny kościół został zbudowany w latach 1348–1363 wraz z klasztorem dominikanów z woli Marco Michiela, weneckiego patrycjusza, i został poświęcony św. Janowi Chrzcicielowi. Został konsekrowany 17 września 1417 roku. Spłonął w 1474 roku. Został odbudowany i rozbudowany, po czym ponownie otwarty w 1511 roku i poświęcony św. Piotrowi Męczennikowi.

### XIX i XX w.
Na mocy dekretu napoleońskiego Królestwa Włoch z 5 czerwca 1805 roku (oraz kolejnych dekretów) zainicjowano w Wenecji proces kasat i przekształceń kościołów i klasztorów oraz zmian granic parafii. Kościół San Pietro Martire w 1806 roku został w wyniku napoleońskich represji zamknięty razem z przyległym klasztorem dominikanów. Klasztor przejęło wojsko, a jego dzieła sztuki przeniesiono do Gallerie dell’Accademia. W budynkach klasztornych po ich częściowej rozbiórce umieszczono szkołę podstawową, później służyły one jako pracownia szkła artystycznego, po czym użytkowała je poczta. 27 października 1813 roku dotychczasowy kościół klasztorny został kościołem parafialnym, która to funkcja została na niego oficjalnie przeniesiona z kościoła Santo Stefano di Murano, znajdującego się w stanie ruiny. Nowa parafia otrzymała początkowo wezwanie Santi Pietro e Paolo apostoli (Świętych Apostołów Piotra i Pawła), potocznie San Pietro apostolo (św. Piotra Apostoła), ale w 1839 roku powróciła do pierwotnego wezwania San Pietro Martire. Do kościoła przeniesiono dzieła sztuki z innych zlikwidowanych kościołów i klasztorów na Murano i innych wyspach. Portyk przylegający do zachodniej ściany kościoła pochodzi z rozebranego klasztoru Santa Chiara, a znalazł się na tym miejscu w 1924 roku, w okresie restauracji z lat 1922–1928, w trakcie której odsłonięto pierwotny strop i freski świętych nad filarami.

## Architektura
Kościół San Pietro Martire stoi równolegle do Rio dei Vetrai, ważnej arterii wodnej na wyspie Murano. Ceglana, nieotynkowana fasada, zwrócona w stronę niewielkiego placu, jest rozczłonkowana pilastrami i ostrołukowymi oknami. Pośrodku znajduje się duże, rozetowe okno, a w przyziemiu cenny, renesansowy portal. Również ściany boczne są rozczłonkowane pilastrami, połączonymi wzdłuż gzymsu okrągłymi łukami. Po lewej stronie znajduje się portyk z arkadami i kolumnami w stylu gotyckim będący pozostałością starożytnego krużganka z pobliskiego kościoła Santa Chiara. Również po lewej stronie stoi majestatyczna kampanila z lat 1498–1502.

## Wnętrze

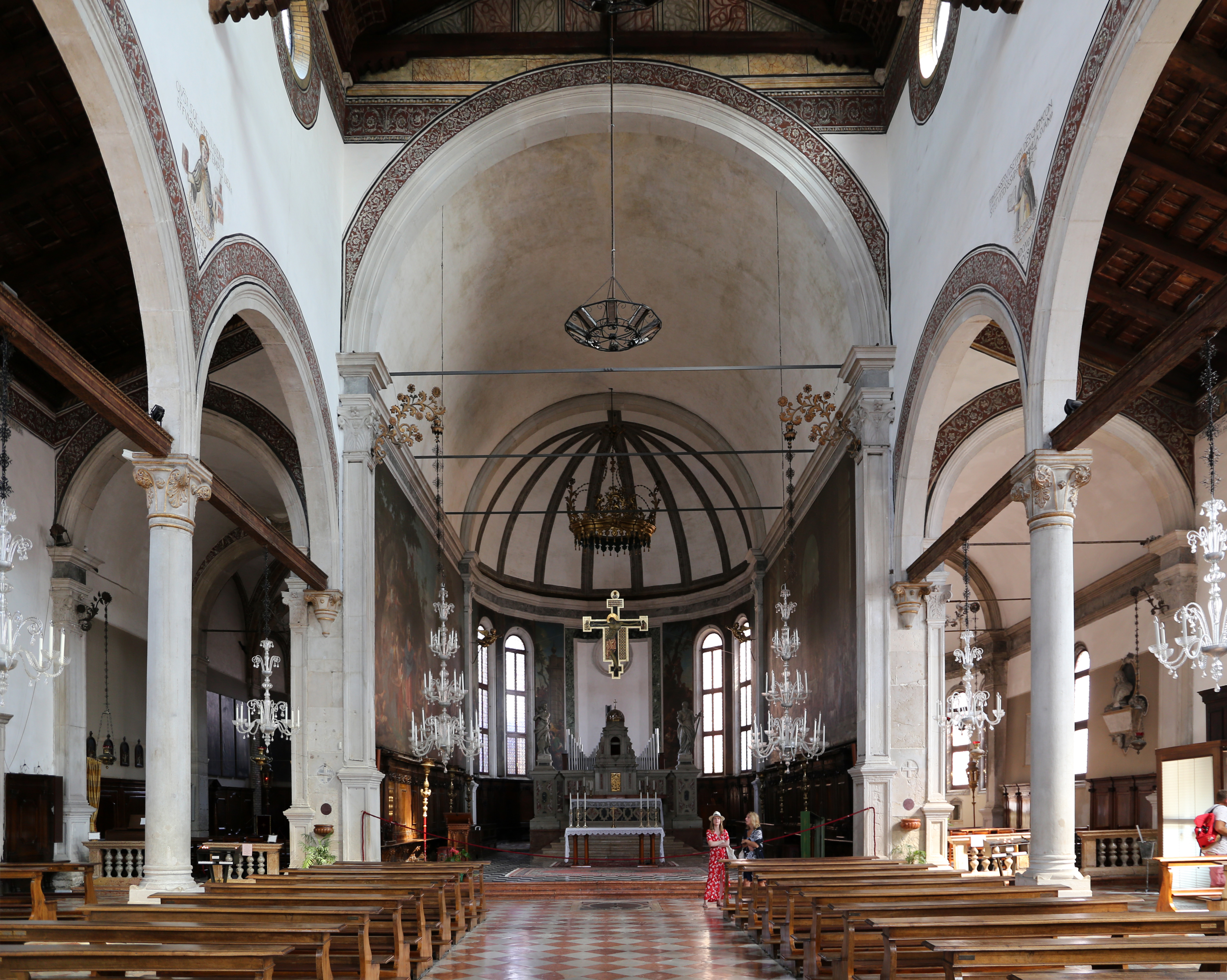
Wnętrze

Wnętrze ma plan bazyliki, z trzema nawami, oddzielonymi od siebie dwoma rzędami masywnych kolumn. Jest przekryte nieosłoniętą więźbą dachową. Nawy są zakończone trzema półkolistymi apsydami. Obszerne prezbiterium jest przekryte sklepieniem kolebkowym i flankowane dwiema niewielkimi kaplicami. W nawach bocznych znajduje się sześć ołtarzy, po trzy w każdej.

## Dzieła sztuki

### Prezbiterium
W prezbiterium znajdują się obrazy Wesele w Kanie i Rozmnożenie chleba i ryb pędzla Bartolomea Letteriniego oraz Zdjęcie z Krzyża Giuseppe Porty.

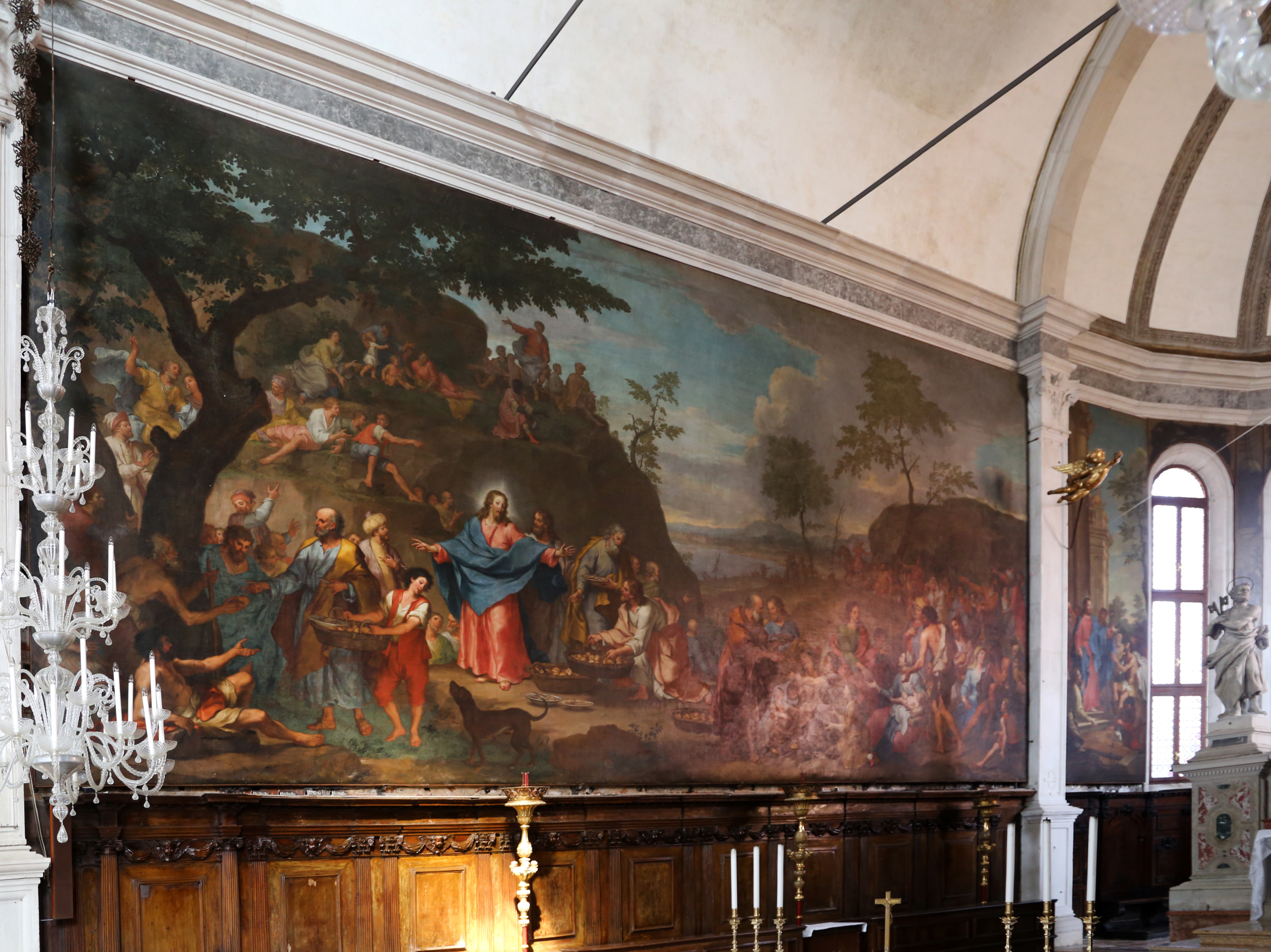
Bartolomeo Letterini, Rozmnożenie chleba i ryb
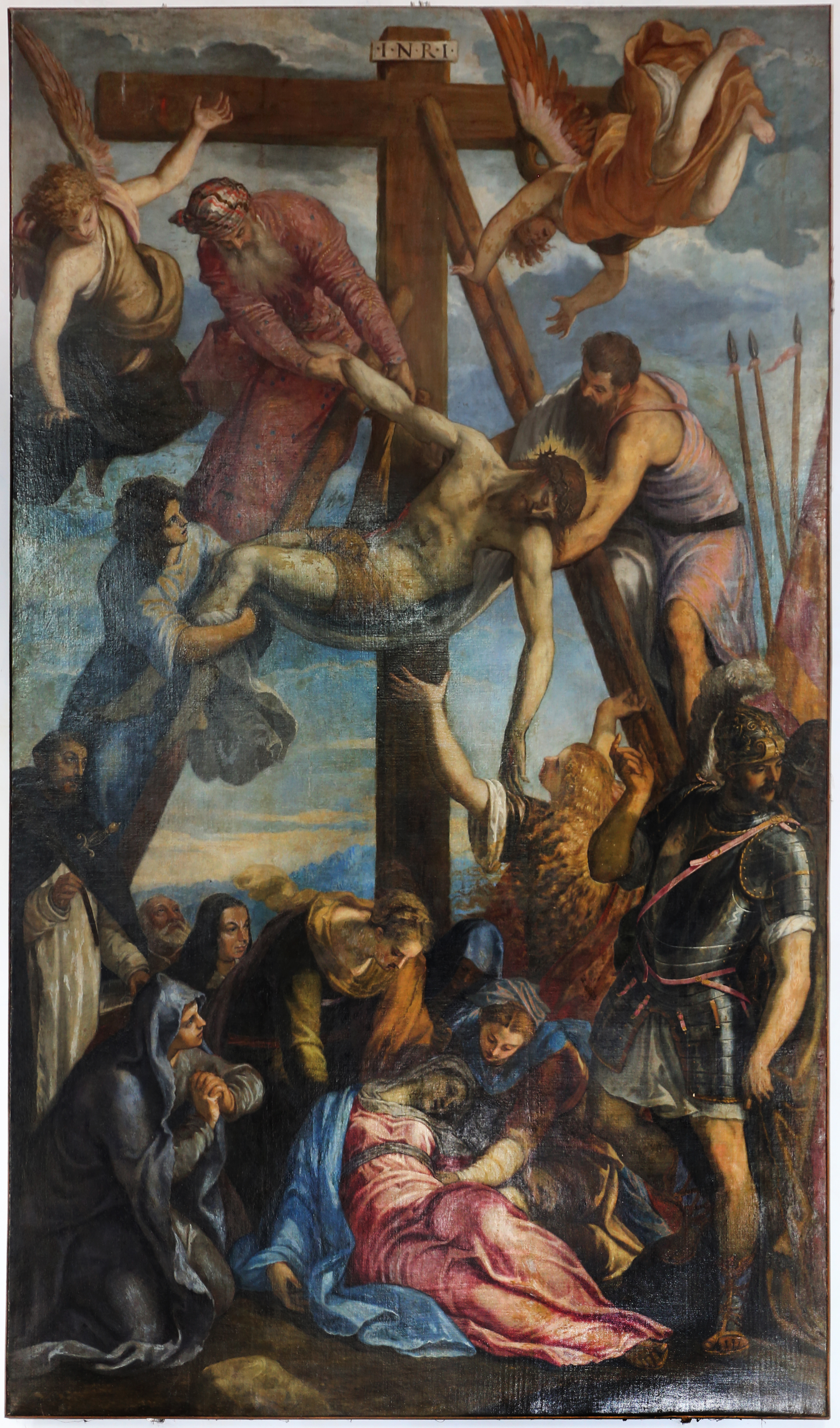
Giuseppe Porta, Zdjęcie z Krzyża
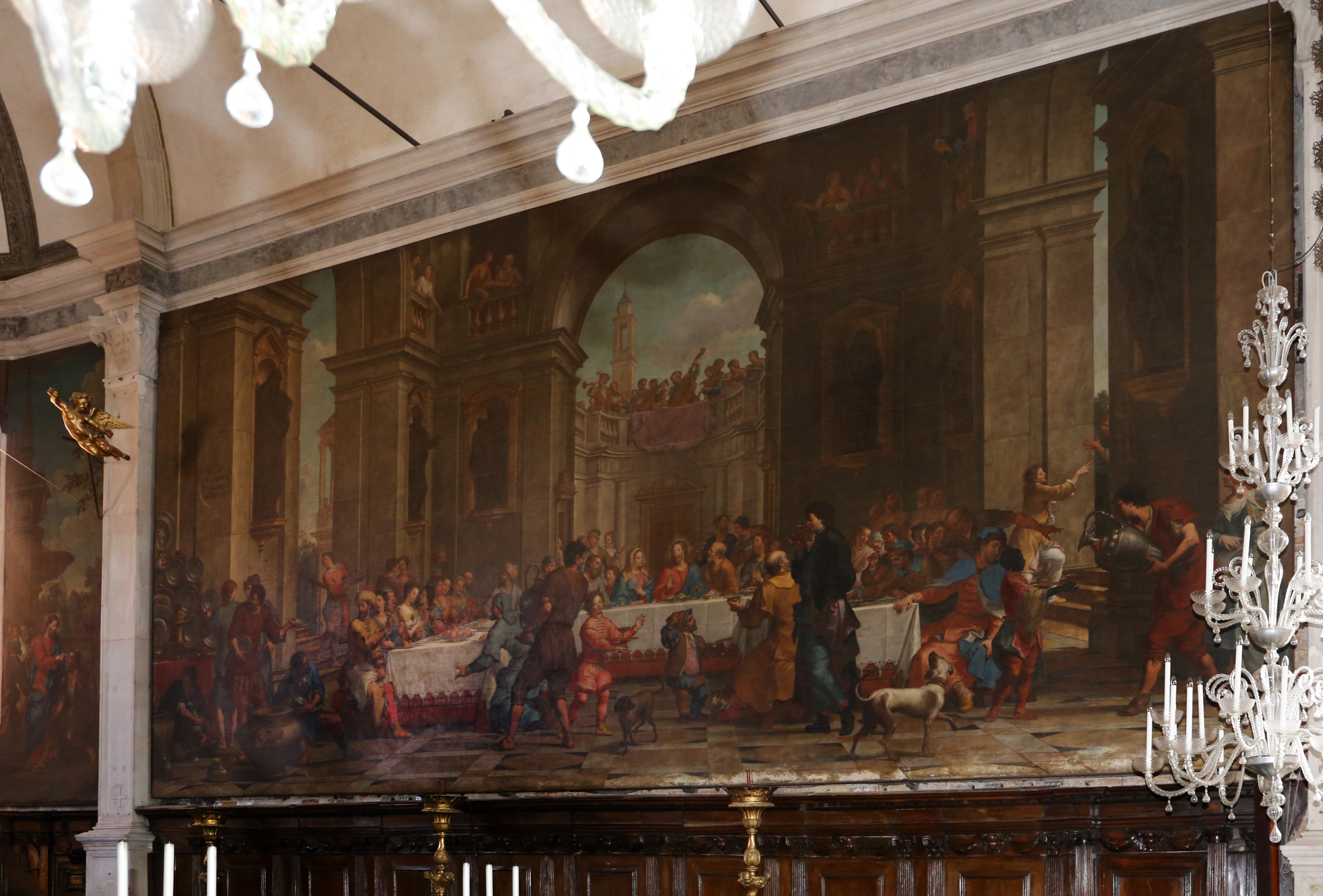
Bartolomeo Letterini, Wesele w Kanie

### Nawy boczne
W prawej nawie widnieje obraz Chrzest Chrystusa, przypisywany przez wielu badaczy Jacopowi Tintoretto. Pochodzi on z ołtarza głównego zburzonego San Giovanni dei Battuti na Murano. W tej samej nawie znajdują się również dwa dzieła Giovanniego Belliniego: Wniebowzięcie Najświętszej Maryi Panny i ośmiu świętych, datowane na lata 1510-1513, oraz Ołtarz Barbarigo przedstawiający Maryję z Dzieciątkiem, z dwoma aniołami muzykującymi, św. Augustynem, św, Markiem oraz z dożą Agostinem Barbarigo; ołtarz pochodzi z 1488 roku i został tu przeniesiony z kościoła Santa Maria degli Angeli. Pierwotnie znajdował się w Pałacu Dożów, dla którego takie obrazy były tradycyjnie zamawiane przez dożów. W 1501 roku został ponownie oprawiony w ramy i przeniesiony na ołtarz główny kościoła Santa Maria degli Angeli, o co Barbarigo poprosił w testamencie, ponieważ dwie jego córki były zakonnicami w tutejszym klasztorze. Obraz Święci Mikołaj, Karol Boromeusz i Łucja pędzla Palmy młodszego pochodzi ze zburzonego kościoła Santi Biagio e Cataldo na wyspie Giudecca, natomiast Madonna z Dzieciątkiem i świętymi Giovanniego Agostina da Lodi – ze zburzonego kościoła San Cristoforo delle Pace.
W prawym skrzydle znajduje się imponująca kaplica rodu Ballarin, poświęcona św. Józefowi i Maryi, znana pod nazwą „kaplica Ballarin z Murano”, którą Giorgio Ballarin zbudował dla siebie, swojej rodziny i swoich potomków, i w której w 1506 roku został pochowany. W kaplicy znajduje się też pomnik nagrobny Wielkiego Kanclerza Republiki Weneckiej, Giovanniego Battisty Ballarina, zmarłego 29 września 1666 roku oraz grób jego syna Domenica Ballarina, również Wielkiego Kanclerza Republiki Weneckiej, zmarłego 2 listopada 1698 roku.
W lewej nawie znajdują się dwa obrazy Paola Veronese: Św. Hieronim na pustyni i Św. Agata w więzieniu odwiedzana przez św. Piotra i anioła pochodzące z kościoła Santa Maria degli Angeli. W ostatnich latach poddano je niezbędnym pracom konserwatorskim po czym wystawiono w Gallerie dell’Accademia (w 2017 roku) oraz galerii Frick w Nowym Jorku (na początku 2018 roku).

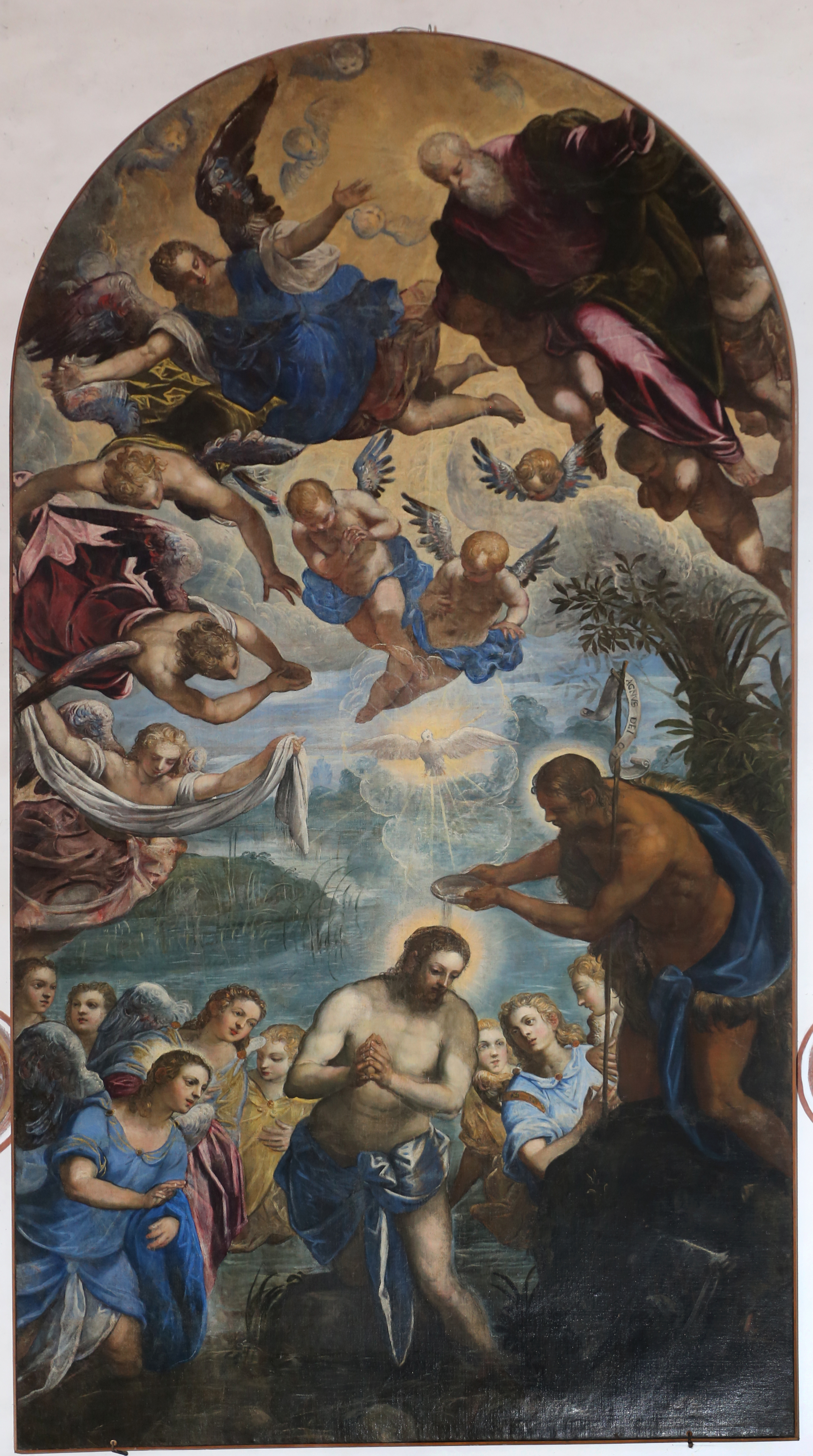
Jacopo Tintoretto, Chrzest Chrystusa
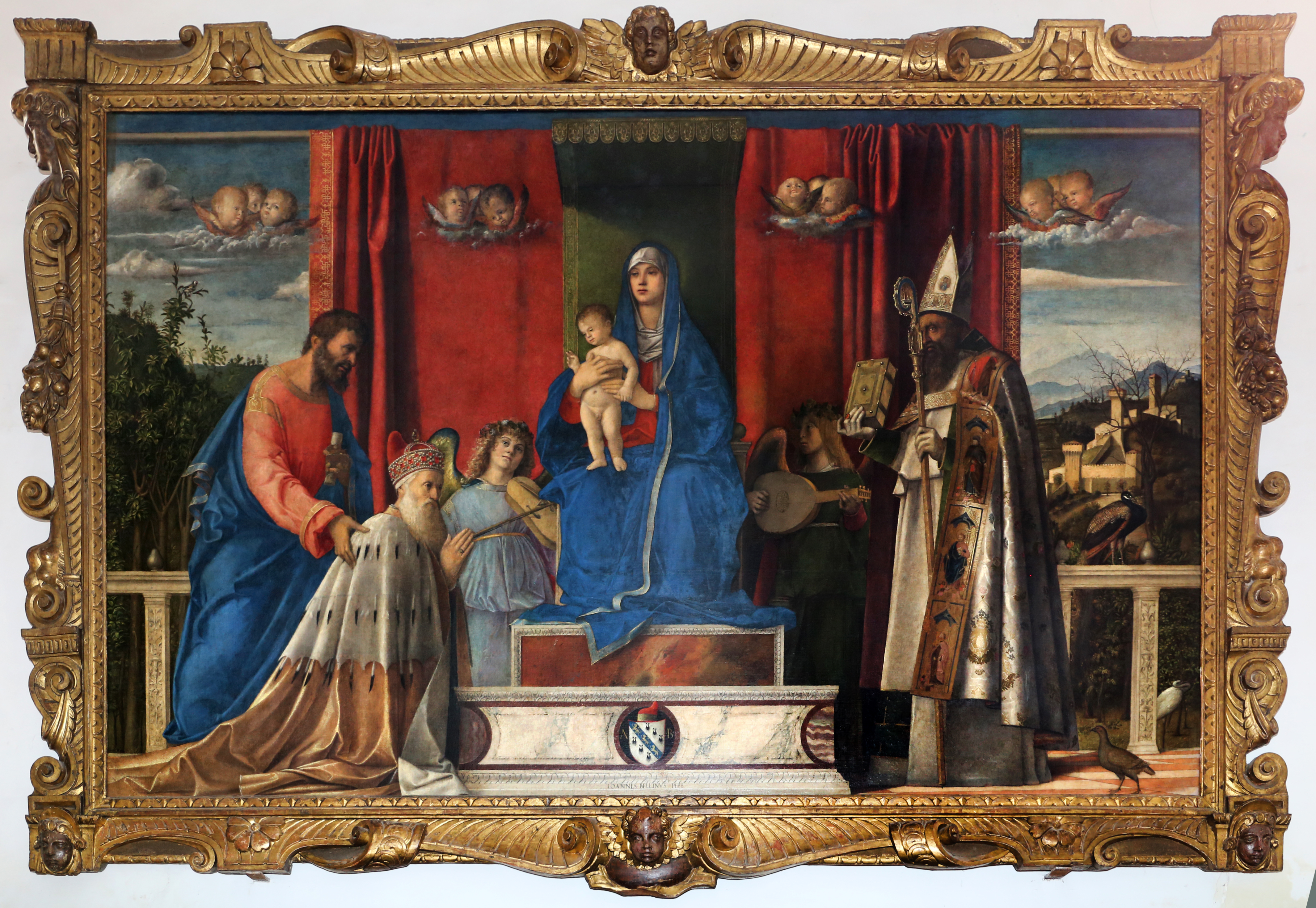
Giovanni Bellini, Ołtarz Barbarigo
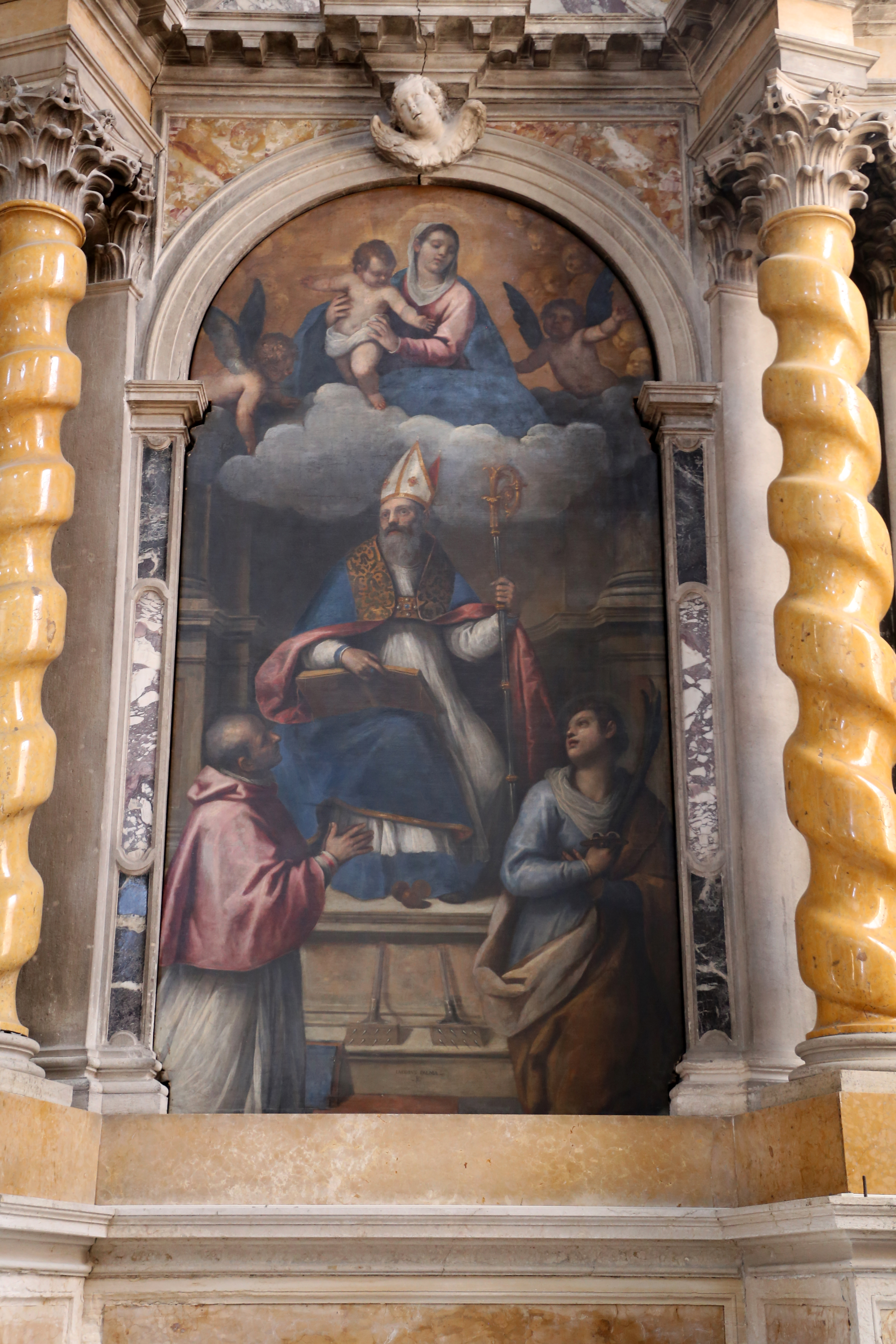
Palma młodszy, Święci Mikołaj, Karol Boromeusz i Łucja
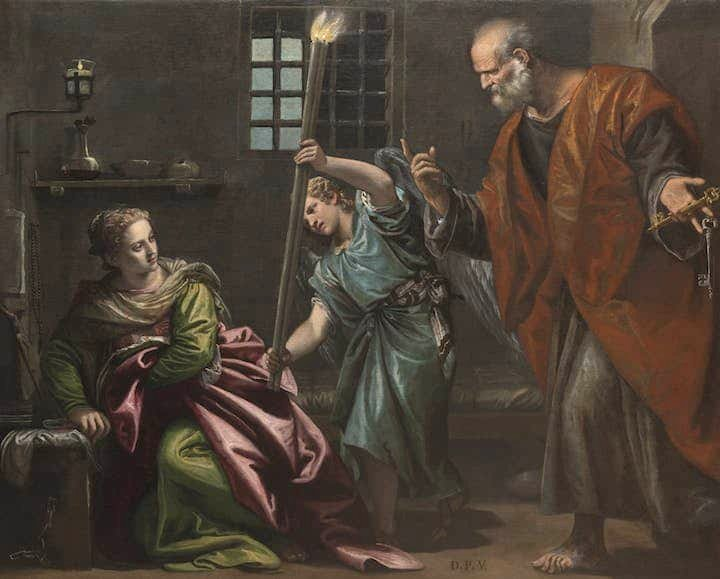
Paolo Veronese, Św. Agata w więzieniu odwiedzana przez św. Piotra i anioła
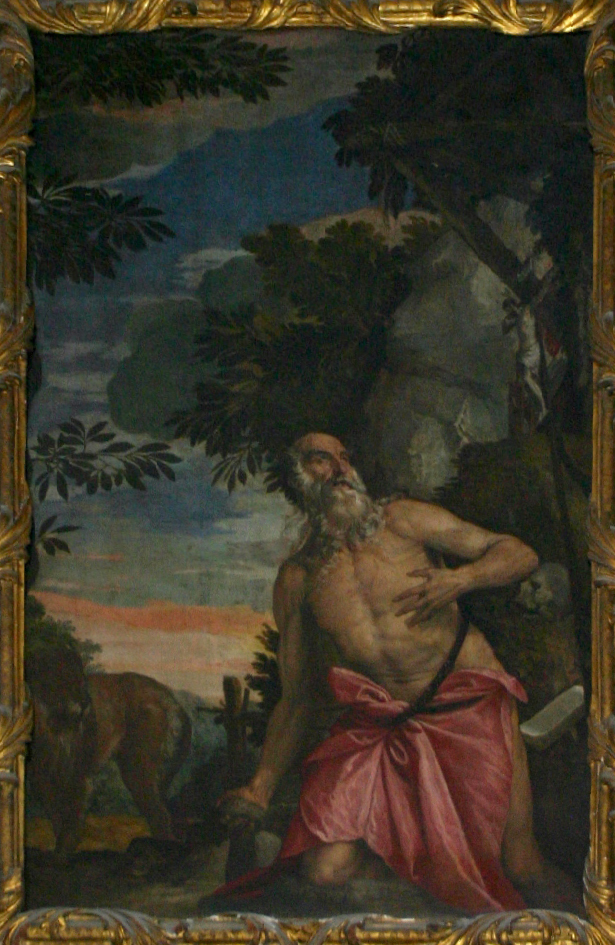
Paolo Veronese, Św. Hieronim na pustyni

## Muzeum Parafialne
W zakrystii kościoła mieści się Muzeum Parafialne (Museo Parrocchiale di San Pietro Martire), w którego zbiorach znajdują się naczynia liturgiczne, takie jak kielichy, srebra z okresu od XII do XIX wieku, obrazy i gobeliny od XIV do XIX wieku, pochodzące z kościołów i klasztorów zniesionych w epoce napoleońskiej oraz ze zburzonej Scuoli San Giovanni dei Battuti. Godne uwagi są rzeźbione, drewniane retabula, ozdobione scenami z życia św. Jana Chrzciciela dłuta Pietra Moranda, a także Pala dei Barcaioli pędzla Giovanniego Agostina da Lodi (z około 1500 roku) i Madonna z Dzieciątkiem pomiędzy św. Hieronimem a św. Zachariaszem Francesca da Santacroce (z 1507 roku).

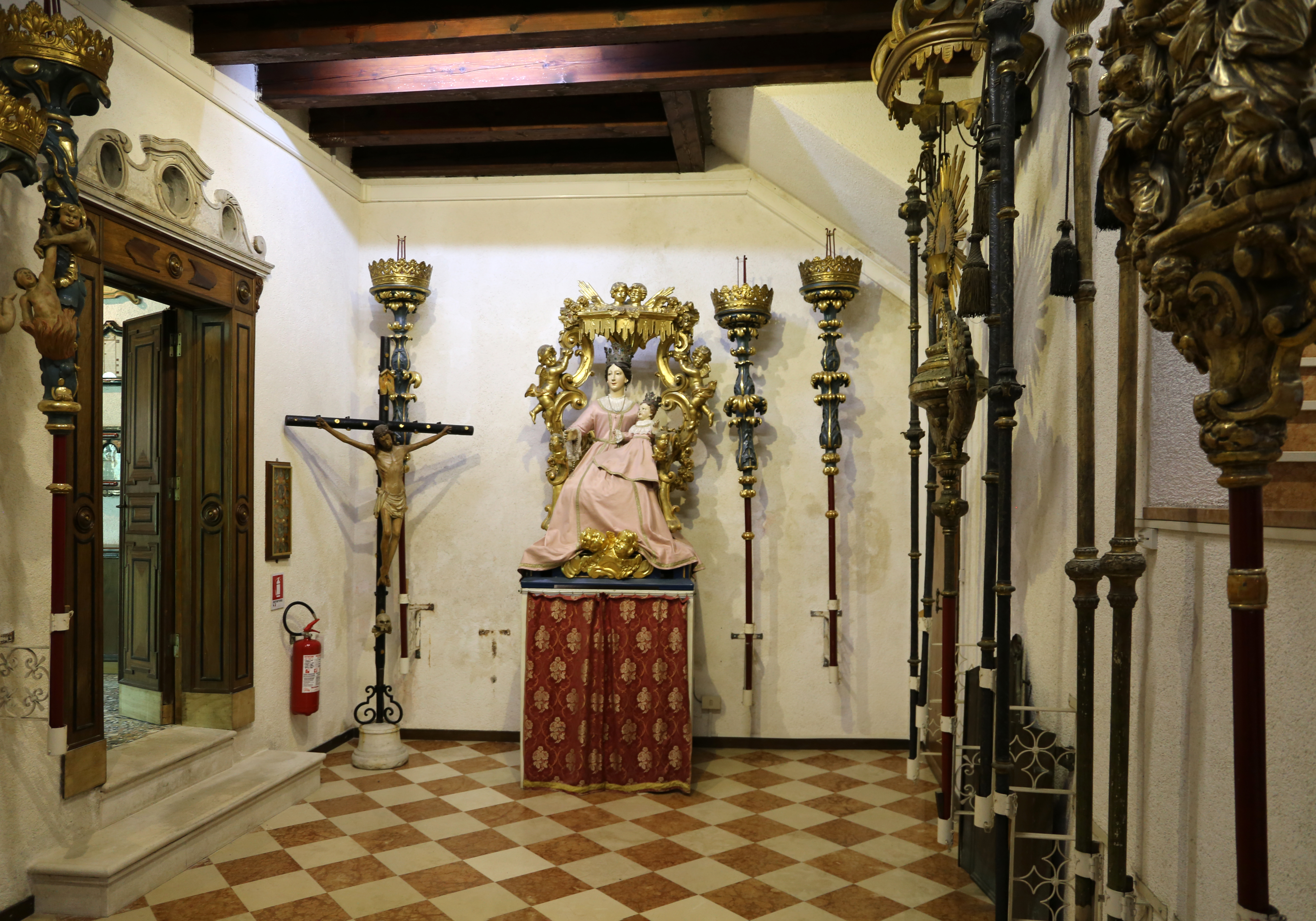
Wnętrze muzeum
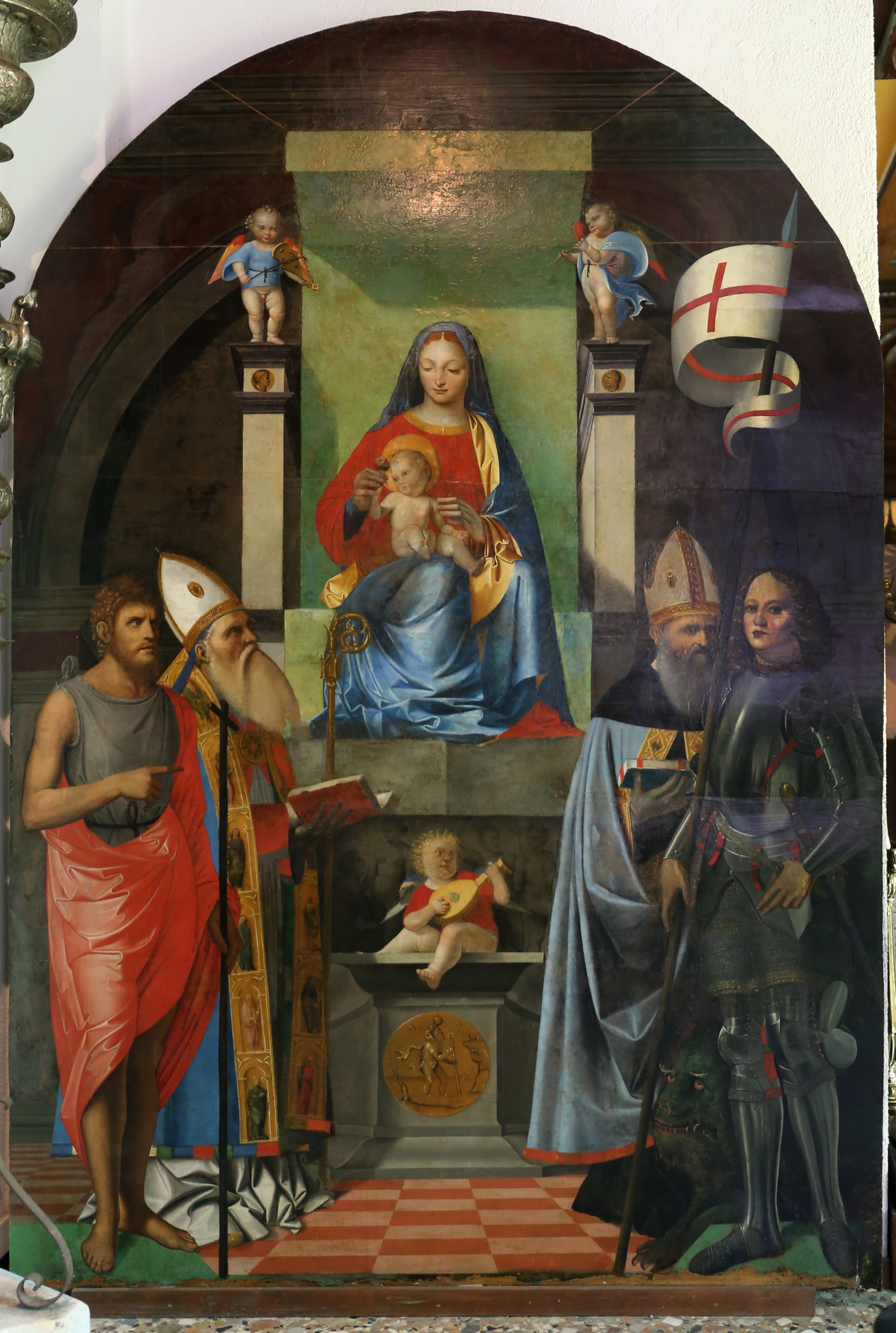
Giovanni Agostino da Lodi, Pala dei Barcaioli
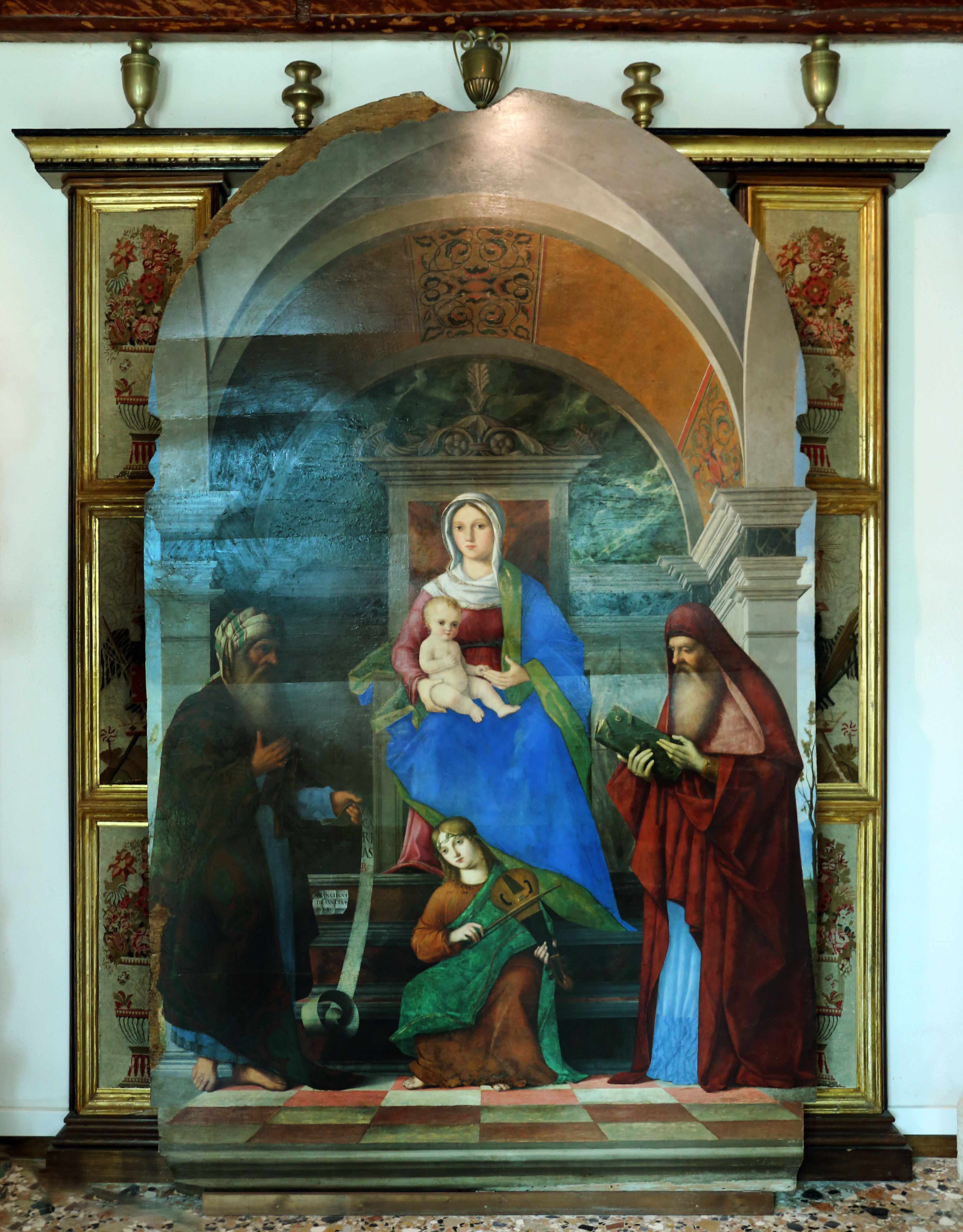
Francesco da Santacroce, Madonna z Dzieciątkiem pomiędzy św. Hieronimem a św. Zachariaszem
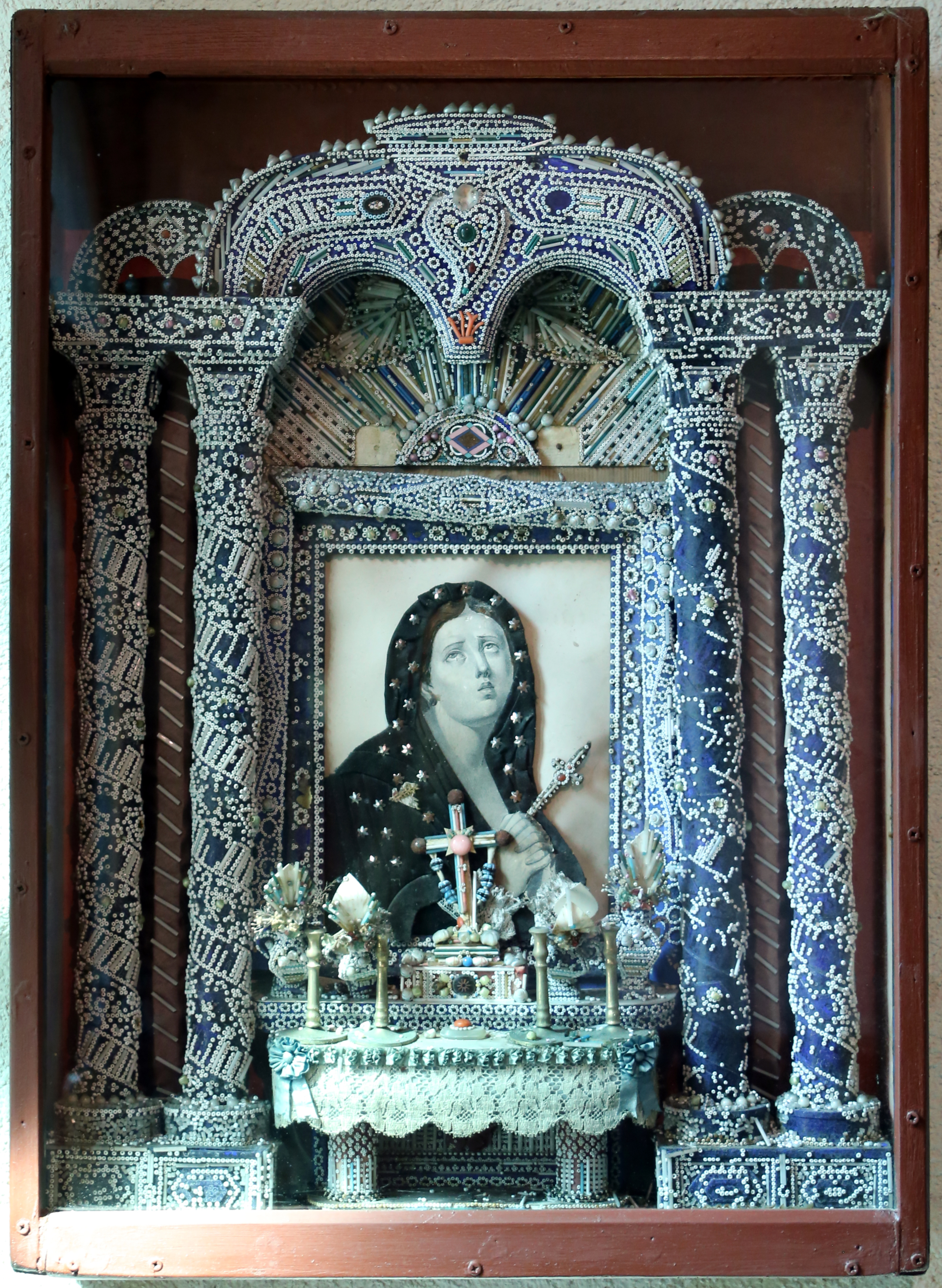
Tabernakulum, XIX w.
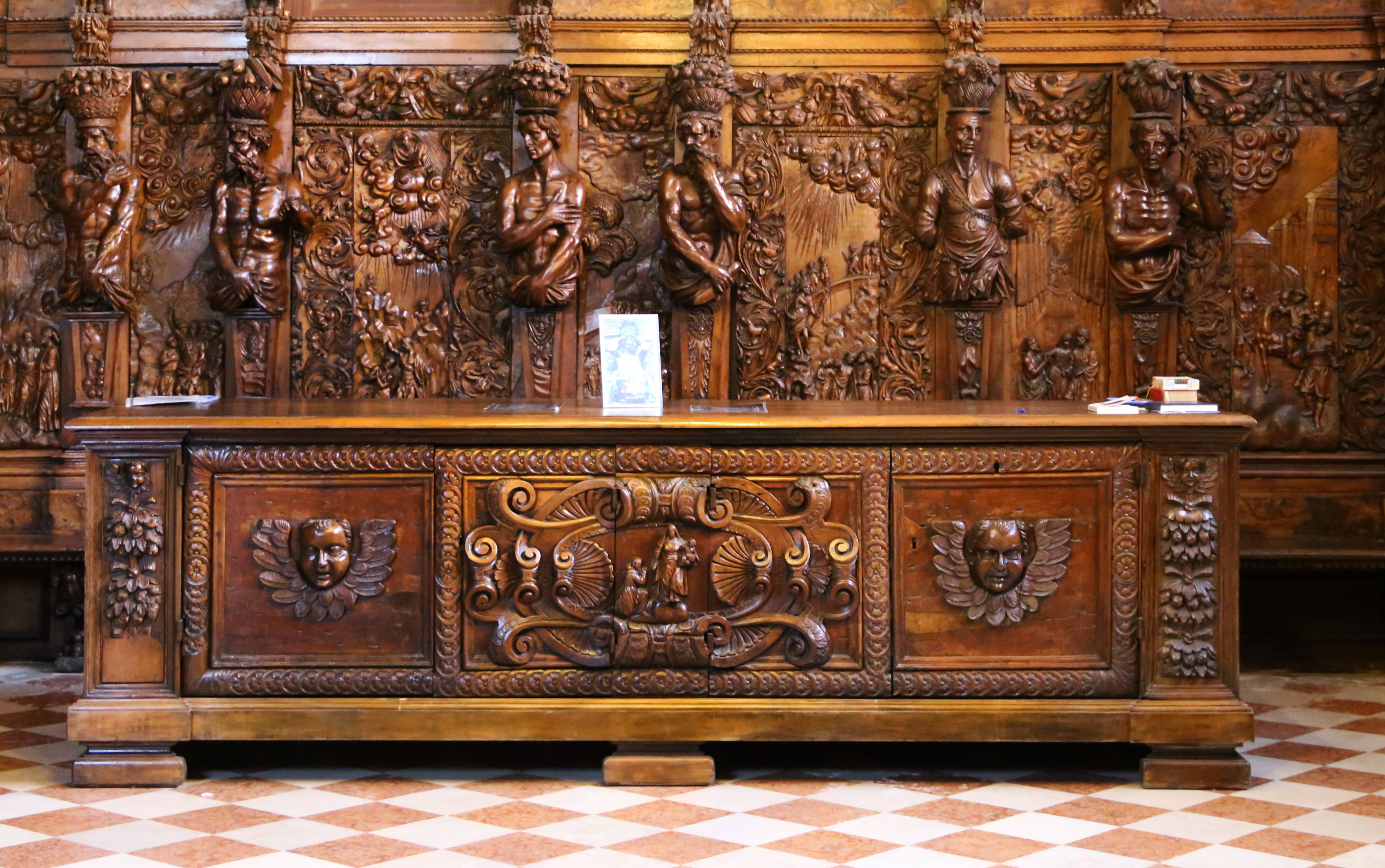
Pietro Morando, mebel ze Scuoli San Giovanni dei Battuti